# Bateria ogniw
Bateria ogniw, bateria elektryczna – zestaw dwóch lub więcej pojedynczych ogniw elektrycznych. Mimo że określenie „bateria” oznacza zestaw składający się z kilku elementów, potocznie jest używane także w odniesieniu do pojedynczych ogniw.

## Oznaczenia i parametry baterii
Spotykane standardy konstrukcji baterii przedstawione są w tabeli. Podano oznaczenia ich typów: amerykańskie handlowe (USA), Międzynarodowej Komisji Elektrotechnicznej – International Electrotechnical Commission (IEC) oraz Amerykańskiego Instytutu Standaryzacji – American National Standards Institute (ANSI), a także inne spotykane w Polsce.
| USA       | IEC               | ANSI  | inne                                         | kształt                                                                 | napięcie              | wygląd |
| --------- | ----------------- | ----- | -------------------------------------------- | ----------------------------------------------------------------------- | --------------------- | ------ |
| N         | R1                | 910A  | lady                                         | walec L=30,2 mm, D=12 mm                                                | 1,5 V                 |        |
| AAAA      | LR61              | 25A   | MN2500                                       | walec L=42 mm, D=8 mm                                                   | 1,5 V                 |        |
| AAA       | R03               | 24A   | mały paluszek, MN2400, AM4, UM4, HP16, micro | walec L=44,5 mm, D=10,5 mm                                              | 1,5 V                 |        |
| AAAL      |                   |       |                                              | walec L=50 mm, D=10,5 mm                                                | 1,5 V                 |        |
| AA        | R6                | 15A   | paluszek, MN1500, AM3, UM3, HP7, mignon      | walec L=50 mm, D=14,2 mm                                                | 1,5 V                 |        |
|           | R10               |       |                                              | walec L=34 mm, D=21 mm                                                  | 1,5 V                 |        |
|           | 2R10              |       |                                              | walec L=68 mm, D=21 mm                                                  | 3 V                   |        |
| C         | R14               | 14A   | UM2, MN1400, HP11, baby                      | walec L=50 mm, D=23 mm                                                  | 1,5 V                 |        |
| D         | R20               | 13A   | MN1300, UM1, HP2, mono                       | walec L=58 mm, D=33 mm                                                  | 1,5 V                 |        |
| F         |                   |       |                                              | walec L=87 mm, D=32 mm                                                  | 1,5 V                 |        |
| F         |                   |       |                                              | walec L=105 mm, D=32 mm                                                 | 1,5 V                 |        |
| J         |                   |       |                                              | walec L=150 mm, D=2 mm                                                  | 1,5 V                 |        |
|           | 3R12              |       | GP312S, bateria płaska                       | prostop.prostok. 67 × 62 mm × 22 mm                                     | 4,5 V (∗)             |        |
|           |                   |       | lantern, 996                                 | prostop.kwadr. 68 mm kwadrat × 115 mm                                   | 6 V (∗)               |        |
| PP3       | 6LR61, 6F22, 6R61 | 1604A | MN1604, block                                | prostop. prostok. 48 × 25 mm × 15 mm                                    | 9 V (∗)               |        |
|           | 6F25              |       |                                              | prostop. kwadr. 48 × 25 mm × 25 mm                                      | 9 V (∗)               |        |
| PP9       | 6F100             | 1603  |                                              | prostop. prostok. 51.6mm × 65.1 mm × 80,2 mm wys.                       | 9 V (∗)               |        |
|           | 4R25X             | 908   | MN908                                        | prostop. kwadr. 110 mm wys. × 67,7 mm kwadrat, wyprowadzenia sprężynowe | 6 V (∗)               |        |
|           | 4R25              | 915A  |                                              | prostop. kwadr. 110 mm wys. × 67,7 mm kwadrat, wyprowadzenia śrubowe    | 6 V (∗)               |        |
|           | 4LR25-2           | 918A  | MN918                                        | prostop. prostok. 127 × 136,5 mm × 73 mm wys., wyprowadzenia śrubowe    | 6 V (∗)               |        |
|           |                   |       | PC926                                        | prostop. prostok. 127 × 136,5 mm × 73 mm wys., wyprowadzenia śrubowe    | 12 V (∗)              |        |
| lampowa A |                   |       | bateria żarzenia do lamp elektronowych       | prostop.prostok. różnych rozmiarów lub walec L=50 mm, D=17 mm           | 1,5 V, 6 V            |        |
| lampowa B |                   |       | bateria anodowa do lamp elektronowych        | prostop.prostok. różnych rozmiarów, często z kilkoma odczepami          | 45 V, 60 V, 90 V itp. |        |
| lampowa C |                   |       | bateria siatkowa do lamp elektronowych       | prostop.prostok. różnych rozmiarów, często z kilkoma odczepami          | 4,5 V, 6 V, 9 V itp.  |        |

„prostop. prostok.” – oznacza prostopadłościan o podstawie prostokątnej,
„prostop. kwadr.” – prostopadłościan o podstawie kwadratowej,
a w konstrukcjach w postaci walca – „L” – długość, a „D” – średnicę
(∗) Baterie 4,5 V, 6 V, 9 V, i 12 V budowane są jako zestawy ogniw 1,5 V połączonych szeregowo.
Standardy europejskie opisano w IEC 60086-1 Primary batteries – Part 1: General (BS397 w Wielkiej Brytanii), natomiast amerykańskie opisano w ANSI C18.1 American National Standard for Dry Cells and Batteries-Specifications.

## Oznaczenia według IEC
- pierwsza litera – technologia wykonania:
  - (brak) – ogniwo cynkowo-grafitowe (anoda: cynk; elektrolit: chlorek amonu lub chlorek cynku; katoda: tlenek manganu(IV)/grafit)
  - A – ogniwo cynkowo-powietrzne (anoda: cynk; elektrolit: chlorek amonu lub cynku; katoda: tlen / węgiel)
  - B – ogniwo litowo-węglowe (anoda: lit; elektrolit organiczny; katoda: monofluorek węgla); 3 V; ogniwa tego rodzaju używane są zamiennie z ogniwami litowo-manganowymi
  - C – ogniwo litowo-manganowe (anoda: lit; elektrolit organiczny; katoda: tlenek manganu(IV)); 3 V
  - E – ogniwo litowo-tionylowe (anoda: lit; elektrolit niewodny nieorganiczny; katoda: chlorek tionylu)
  - F – (oznaczenie nieujęte w normie) ogniwo litowo-żelazowe
  - H – (oznaczenie nieujęte w normie) ogniwo niklowo-metalowo-wodorkowe ładowalne (akumulator NiMH); 1,2 V
  - K – (oznaczenie nieujęte w normie) ogniwo niklowo-kadmowe ładowalne (akumulator Ni-Cd); 1,2 V
  - L – ogniwo alkaliczno-braunsztynowe (anoda: cynk; elektrolit: wodorotlenek metalu alkalicznego; katoda: tlenek manganu(IV))
  - M –
    - dawniej: ogniwo rtęciowe (anoda: cynk; elektrolit: wodorotlenek metalu alkalicznego; katoda: tlenek rtęci(II)) – stosowanie tego rodzaju ogniw zostało zabronione
    - obecnie: ogniwo litowe ładowalne

  - P – ogniwo alkaliczno-powietrzne (anoda: cynk; elektrolit: wodorotlenek metalu alkalicznego; katoda: tlen/węgiel); napięcie nominalne 1,4 V[a]
  - S – ogniwo srebrowo-cynkowe (anoda: cynk; elektrolit: wodorotlenek potasu; katoda: tlenek srebra(I) lub tlenek srebra(II))
  - Z – ogniwo niklowo-manganowe (Ni-Mn)

- druga litera – kształt ogniwa
  - R – ogniwo cylindryczne
  - F – ogniwo płytkowe
  - S – ogniwo prostopadłościenne

- liczba – numer katalogowy.

W przypadku baterii pastylkowych rozpowszechnił się wymiarowy system oznaczania wielkości przy zachowaniu oznaczeń literowych IEC (choć spotyka się opuszczanie litery R). I tak np. LR1130 oznacza baterię alkaliczno-braunsztynową cylindryczną o wysokości 3,0 mm (dwie ostatnie cyfry) i średnicy 11 mm (według oznaczeń IEC – LR54), a SR621 baterię srebrową o wysokości 2,1 mm i średnicy 6 mm (IEC – SR60).
Wśród akumulatorów spotyka się oznaczenia wymiarowe według schematu średnica/wysokość (w mm): HR 11/45 (KR 11/45) – akumulator NiMH (Ni-Cd) formatu R3, HR 15/51 (KR 15/51) – akumulator NiMH (Ni-Cd) formatu R6.